# خرسیان
خرسیان (نام علمی: Ursinae) نام یک زیرخانواده از تیره خرسان است.